# Église Notre-Dame-de-la-Nativité de Bois-Sainte-Marie
Pour les articles homonymes, voir Église Notre-Dame-de-la-Nativité.
L'église Notre-Dame-de-la-Nativité est une église romane située sur le territoire de la commune de Bois-Sainte-Marie dans le département français de Saône-et-Loire en région Bourgogne-Franche-Comté.

## Historique
Le chœur date d'environ 1050, et le transept et la nef du début du XIIe siècle,.
Elle fut restaurée par Millet en 1848 grâce à la générosité de la bienfaitrice de la localité : Marie-Louise de Roca-Rambuteau, fondatrice des hospices en 1843.
Elle fait l'objet d'un classement au titre des monuments historiques depuis la liste de 1862.

## Architecture
L'église possède un chevet composé d'une abside semi-circulaire ornée de bandes lombardes et entourée d'un déambulatoire semi-circulaire moins élevé, rythmé par des colonnes engagées surmontées de chapiteaux sculptés. La corniche du déambulatoire, soutenue par d'élégants modillons géométriques supporte une toiture en tuiles rouges à faible pente qui effectue harmonieusement la jonction avec le chevet.
La croisée du transept est surmontée d'un élégant clocher roman octogonal orné de baies cintrées simples et triples aux étages. Les baies triples du dernier niveau sont séparées par des colonnettes doubles. Ce clocher renferme une cloche antérieure à la Révolution française, fondue en 1715.
La façade occidentale tripartite est compartimentée par de puissants contreforts portant des colonnes engagées surmontées de chapiteaux sculptés. La travée centrale est percée d'un portail et d'une baie à colonnes dont les voussures sont ornées de claveaux rouges et blancs. Chacune des travées latérales est ornée d'une baie cintrée aveugle encadrée de colonnes à chapiteaux.

## Musique
Depuis 2005, le Festival Musique en Brionnais y organise chaque été plusieurs événements musicaux, dont son concert d'ouverture et de clôture.

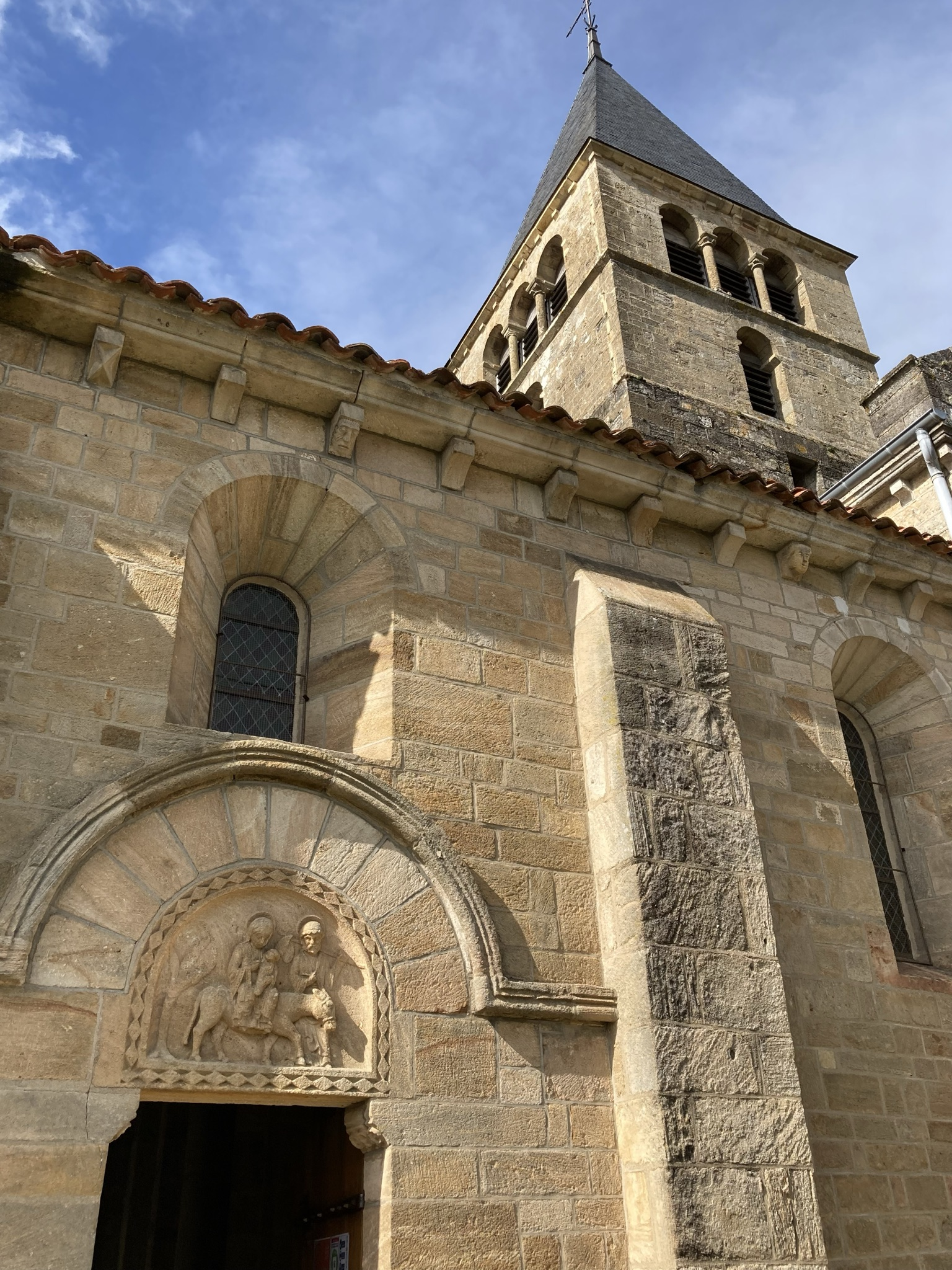
Clocher et portail sud
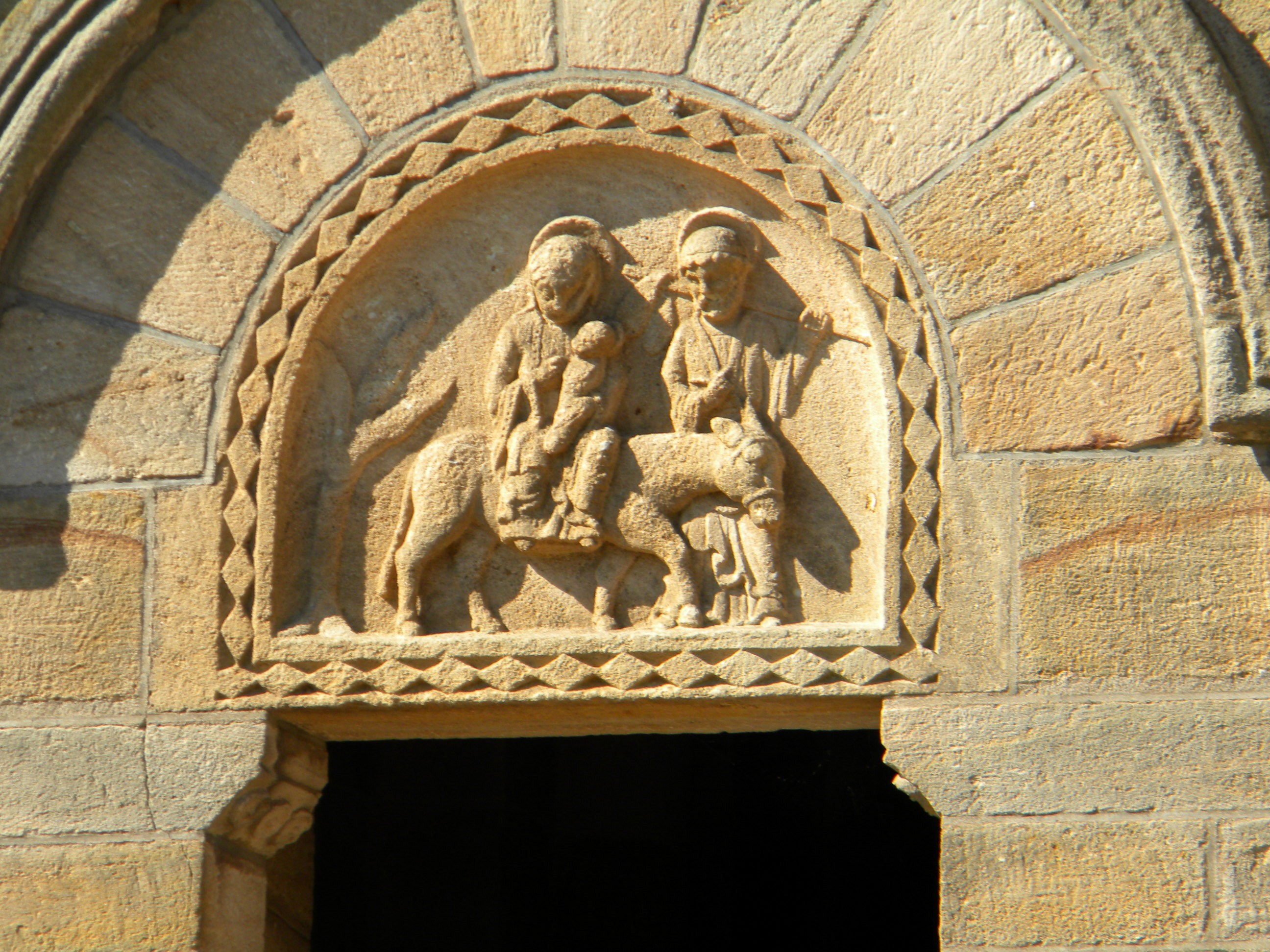
Tympan du portail sud (la fuite en Egypte)
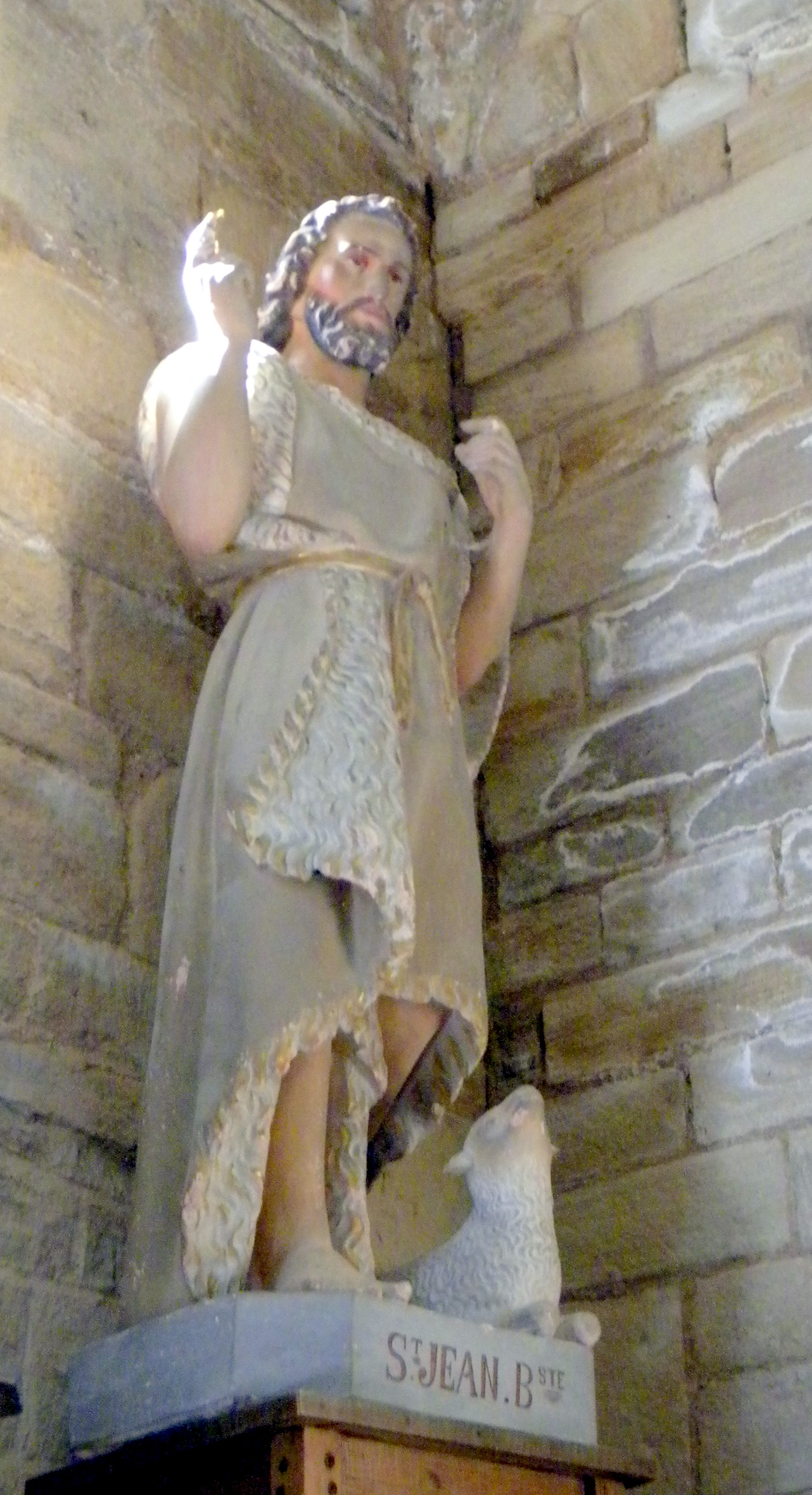
Saint Jean-Baptiste
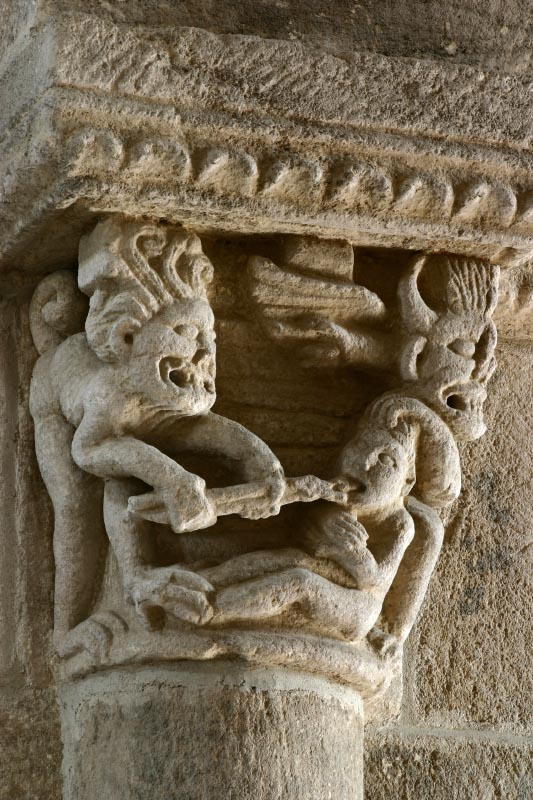
Chapiteau (arracheur de dents)
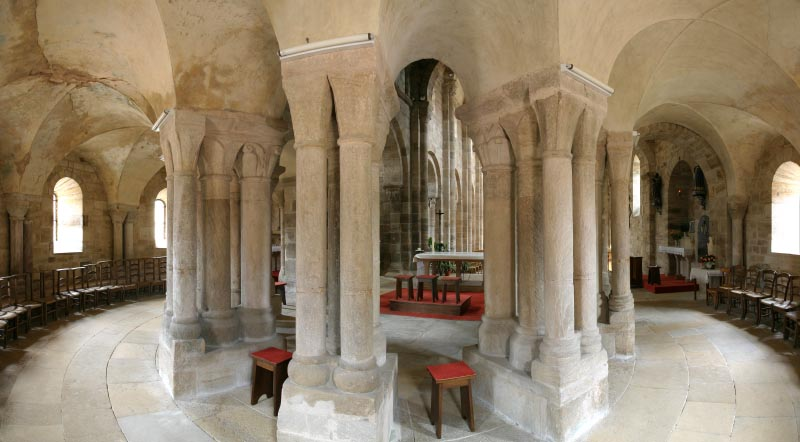
Déambulatoire